# Episodi di Squadra emergenza (serie televisiva 1999) (prima stagione)
La prima stagione della serie televisiva Squadra emergenza, composta da 22 episodi, è andata in onda negli Stati Uniti sul canale NBC dal 23 settembre 1999 al 22 maggio 2000.
| nº | Titolo originale                 | Titolo italiano                  | Prima TV USA      | Prima TV Italia |
| -- | -------------------------------- | -------------------------------- | ----------------- | --------------- |
| 1  | Welcome to Camelot               | Benvenuti a Camelot              | 23 settembre 1999 |                 |
| 2  | Anywhere but Here                | Da qualunque parte tranne qui    | 26 settembre 1999 |                 |
| 3  | Patterns                         | Campioni                         | 3 ottobre 1999    |                 |
| 4  | Hell Is What You Make of It      | L'inferno è come te lo crei      | 10 ottobre 1999   |                 |
| 5  | Responsible Parties              | Responsabilità di squadra        | 31 ottobre 1999   |                 |
| 6  | Sunny, Like Sunshine             | Sunny, come il sole che splende  | 7 novembre 1999   |                 |
| 7  | Impulse                          | Impeto                           | 14 novembre 1999  |                 |
| 8  | History of the World             | La storia del mondo              | 21 novembre 1999  |                 |
| 9  | Modern Designs for Better Living | Metodi moderni per vivere meglio | 28 novembre 1999  |                 |
| 10 | Demolition Derby                 | Gara contro la morte             | 10 gennaio 2000   |                 |
| 11 | Alone in a Crowd                 | Soli tra la folla                | 17 gennaio 2000   |                 |
| 12 | Journey to the Himalayas         | Il pirata                        | 24 gennaio 2000   |                 |
| 13 | This Band of Brothers            | La banda dei fratelli            | 7 febbraio 2000   |                 |
| 14 | 32 Bullets and a Broken Heart    | Pallottole e cuori spezzati      | 14 febbraio 2000  |                 |
| 15 | Officer Involved                 | Sviluppi ufficiali               | 21 febbraio 2000  |                 |
| 16 | Nature or Nurture                | Natura o educazione              | 28 febbraio 2000  |                 |
| 17 | Ohio                             | Ohio                             | 20 marzo 2000     |                 |
| 18 | Men                              | Uomini                           | 10 aprile 2000    |                 |
| 19 | Spring Forward, Fall Back        | Torna la primavera               | 17 aprile 2000    |                 |
| 20 | A Thousand Points of Light       | Migliaia di stelle               | 24 aprile 2000    |                 |
| 21 | Just Another Night at the Opera  | Solo un'altra serata all'opera   | 15 maggio 2000    |                 |
| 22 | Young Men and Fire               | Giovani uomini e il fuoco        | 22 maggio 2000    |                 |